# Pionierzy cesarskiej i królewskiej Armii
Pionierzy cesarskiej i królewskiej Armii (niem. kaiserliche und königliche Pioniere) – pionierzy cesarskiej i królewskiej Armii.

## Bataliony c. i k. pionierów w 1914 roku

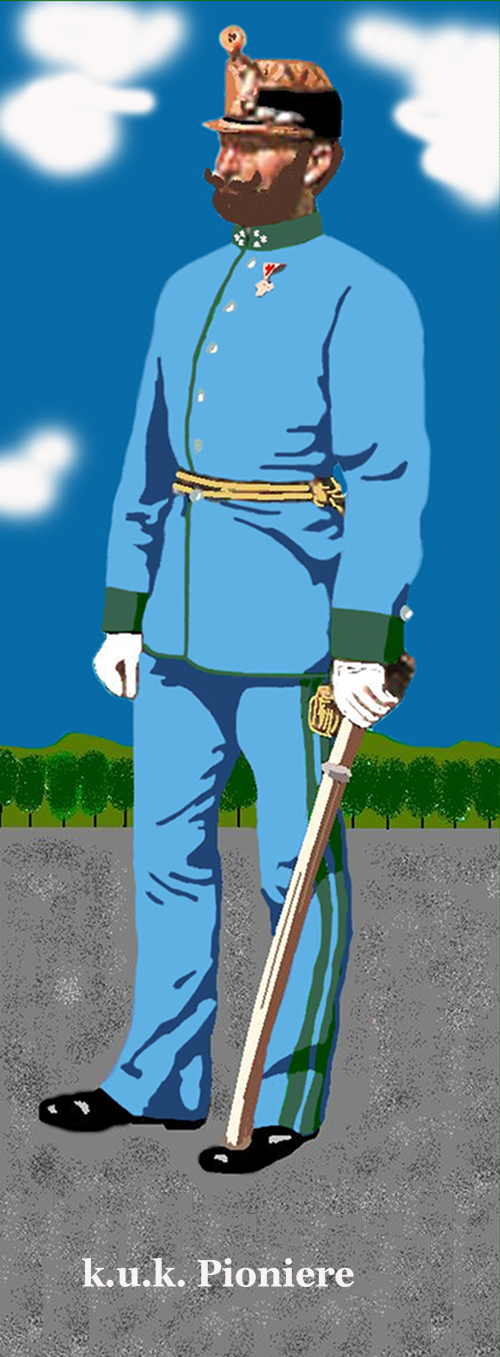

- 2 Batalion Pionierów (niem. Pionierbataillon Nr 2)

Sformowany w 1893 roku
Okręg poboru: II i XIV Korpus
Narodowości: 98% Niemcy - 2% inni
Garnizon: Linz
Komendant batalionu: podpułkownik Franciszek Berger
- 3 Batalion Pionierów (niem. Pionierbataillon Nr 3)

Sformowany w 1893 roku
Okręg poboru: III Korpus
Narodowości: 48% Niemcy - 45% Słoweńcy - 7% inni
Garnizon: Ptuj (Pettau)
Komendant batalionu: podpułkownik Eduard Appel
- 4 Batalion Pionierów (niem. Pionierbataillon Nr 4)

Sformowany w 1893 roku
Okręg poboru: IV Korpus
Narodowości: 74% Węgrzy - 20% Niemcy - 6% inni
Garnizon: Budapeszt
Komendant batalionu: podpułkownik Albert Eisenbach
- 5 Batalion Pionierów (niem. Pionierbataillon Nr 5)

Sformowany w 1893 roku
Okręg poboru: V Korpus
Narodowości: 55% Węgrzy - 27% Niemcy - 18% inni
Garnizon: Bratysława (Pozsony)
Komendant batalionu: podpułkownik Rudolf Sydor
- 7 Batalion Pionierów (niem. Pionierbataillon Nr 7)

Sformowany w 1893 roku
Okręg poboru: VII Korpus
Narodowości: 57% Węgrzy - 28% Niemcy - 15% inni
Garnizon: Szeged
Komendant batalionu: podpułkownik Ignaz Mjk
- 8 Batalion Pionierów (niem. Pionierbataillon Nr 8)

Sformowany w 1893 roku
Okręg poboru: VIII Korpus
Narodowości: 56% Czesi - 41% Niemcy - 3% inni
Garnizon: Klosterneuburg
Komendant batalionu: podpułkownik Rudolf Pratl
- 9 Batalion Pionierów (niem. Pionierbataillon Nr 9)

Sformowany w 1893 roku
Okręg poboru: IX Korpus
Narodowości: 54% Czesi - 43% Niemcy - 12% inni
Garnizon: Melk
Komendant batalionu: podpułkownik Franciszek Fiedler
- Batalion Pionierów Nr 10 w Przemyślu (1893-1917)
- Batalion Pionierów Nr 11 w Przemyślu (1893-1912)

- 15 Batalion Pionierów (niem. Pionierbataillon Nr 15)

Sformowany: 1914
Okręg poboru: XV i XVI Korpus
Narodowości: 92% Serbowie/Chorwaci - 8% inni
Garnizon: Sarajewo
Komendant batalionu: major Rajmund Hamböck